# Gennaro Auletta
Gennaro Auletta (Frattamaggiore, 4 ottobre 1912 – Atri, 24 agosto 1981) è stato un presbitero, traduttore e scrittore italiano.
Fu giornalista e autore di saggi letterari e libri religiosi e di narrativa.
Tradusse, tra gli altri, Victor Hugo (I Miserabili), Xavier de Maistre (Viaggio intorno alla mia camera), Joseph de Maistre (Le serate di Pietroburgo) Paul Verlaine (Saggezza), Tertulliano (L'Apologetico), Severino Boezio (La consolazione della filosofia), Alexandre Arnoux (Taccuino di viaggio dell'ebreo errante) e varie opere di Blaise Pascal, Ernest Hello e Léon Bloy.